# Aron Grünhut
Aron Grünhut (31. března 1895, Prešporok – 6. května 1974, Tel Aviv) byl bratislavský obchodník a funkcionář ortodoxní židovské náboženské obce, který zorganizoval záchranu přes 1300 rasově pronásledovaných občanů z území dnešního Slovenska a okolních zemí před a během trvání druhé světové války. V roce 1948 se Grünhut s rodinou přestěhoval do Izraele, kde se podílel na znovuvybudování zaniklé bratislavské ješivy a synagogy.

## Životopis

### Dětství a mládí (1895–1919)
Aron Grünhut pocházel z osmi dětí zbožné ortodoxní židovské rodiny prešporského hostinského Viliama Grünhuta, původem z Velkého Mederu, a jeho ženy Fani (rozené Weiszové) z rodiny velkostatkáře z Dunajské Stredy. Otec rodiny Viliam Grünhut zemřel, když bylo Aronovi 11 let, a o rodinu se musela starat matka, která si otevřela jídelnu v Zámecké ulici v Bratislavě. Během první světové války sloužil Aron Grünhut v rakousko-uherské armádě jako sanitář v nemocnici. Po válce se v roce 1919 oženil s Etel Wosnerovou ze zámožné židovské rodiny z Dunajské Stredy. Postupně se jim narodilo pět synů: Otto, Leo, Jozef (Akiva), Benjamin a Viliam. Rodina bydlela v domě ve Ventúrské ulici v Bratislavě a později se přestěhovala do Heydukovy ulice.

### Meziválečné období (1919–1938)
Grünhut podnikal v gastronomii, věnoval se obchodování s husími játry, která dodával výrobci francouzských paštik ve Štrasburku, provozoval židovskou jídelnu a byl členem Obchodní a průmyslové komory. V meziválečném období se aktivně zapojoval do života bratislavské ortodoxní židovské komunity. Byl zvolen do vedení židovské obce, vedl židovské pohřební bratrstvo Chevra kadiša, byl členem představenstva nově postavené Židovské nemocnice na Šulekově ulici a dalších dobročinných spolků.
Díky své práci obchodníka a častým cestám do zahraničí měl Grünhut přehled o politické situaci v Evropě. Se znepokojením sledoval radikalizaci poměrů v Německu a vytušil nebezpečí, které Židům hrozilo kvůli Hitlerově politice.

### Záchrana pronásledovaných Židů (1938–1939)
V období po anšlusu Rakouska se Grünhut podílel na záchraně 28 židovských uprchlíků z Frauenkirchenu v Burgenlandu, kteří byli zadrženi na útěku na území Maďarska. Grünhut zabránil jejich vydání zpět do Německa a zařídil jim převoz přes Dunaj a následné usídlení na Slovensku.
Dalším případem záchrany židovských uprchlíků před pronásledováním v Rakousku byla akce na pomoc Židům z okolí Kittsee, kteří byli chyceni na ostrově Sihoť na Dunaji. Grünhut po složitých jednáních, která trvala několik měsíců, během nichž byla stovka uprchlíků nucena bydlet na vlečném člunu na Dunaji, zařídil pro všechny platné cestovní doklady, na základě kterých mohli legálně vycestovat do světa. Ve stejnou dobu dal Grünhut postavit stanový tábor pro několik stovek Židů bez domova, kteří byli shromážděni nedaleko Dunajské Stredy, a zařizoval jim cestu do Palestiny.
V říjnu 1938 zachránil Judy Goldbergera, bratislavského obchodníka s konfekcí, který byl na příkaz Gestapa unesen a vězněn v Rakousku. Goldbergera se podařilo Grünhutovi osvobodit a umožnit mu tak spolu s rodinou útěk do USA.
Poté, co se Grünhut dozvěděl o transportech dětí do Anglie, které organizoval Nicholas Winton v Praze, vyjednal, že i z Bratislavy vycestovala skupina židovských dětí. Grünhut zařídil deseti chlapcům, mezi nimi i svému synovi Bennymu, potřebné doklady a všichni se tak v červnu 1939 dostali do Londýna, kde přežili válku. Po letech se zjistilo, že mezi chlapci byl i pozdější jeruzalémský hlavní rabín Tibor (Jitzchak Tuvia) Weiss, londýnský rabín Kurt (Sholom Ber) Stern, nebo známý izraelský novinář Paul Kohn.
Vrcholem Grünhutových snah o záchranu Židů před nacistickým pronásledováním byla akce z července 1939, při níž se snažil dostat najednou co nejvíce Židů do bezpečí v Palestině. Pronajal dva luxusní dunajské parníky Královna Alžběta a Car Dušan, které vypluly z bratislavského přístavu s 1365 uprchlíky ze Slovenska, Rakouska, Čech a Moravy na palubě. Plavba původně naplánovaná na šest dní se kvůli obstrukcím bulharských a britských úřadů protáhla. Uprchlíci strávili více než čtyři týdny v mezinárodních vodách na Dunaji. Po Grünhutově náročném vyjednávání mohli uprchlíci v rumunském přístavu Sulina přestoupit na nákladní loď Noemi Julia, na jejíž palubě se po 83 dnech dostali do cíle své cesty – do města Haifa v Palestině. Grünhut zařídil uprchlíkům vstupní víza na území Palestiny.

### Druhá světová válka (1939–1945)
Grünhut ani po vypuknutí druhé světové války nechtěl opustit rodnou Bratislavu. Působil v Ústředně Židů a byl aktivní v židovském odboji. Kvůli jeho odbojové činnosti byl koncem roku 1942 zatčen, ale nepodařilo se prokázat mu trestnou činnost. Několik měsíců byl jako politický vězeň držený v Ilavě, dokud se v květnu 1943 jeho přátelům a rodině nepodařilo dosáhnout jeho propuštění. Grünhutově manželce a nejmladšímu synovi se mezitím podařilo uprchnout do Maďarska, kam je po svém propuštění z vězení následoval. V Budapešti žil pod falešnou identitou a před zatčením se spolu s manželkou ukrýval v budově bývalé československé ambasády. Život mu zachránil český topič Emanuel Zíma, který v budově pracoval. Zíma takto až do osvobození Budapešti ukrýval a život zachránil kromě Grünhuta a jeho manželky i dalším pronásledovaným Židům. Grünhut mu tento čin nikdy nezapomněl a koncem 60. let se zasadil o to, aby jeho zachránci bylo uděleno ocenění Spravedlivý mezi národy.

### Po skončení války (1945–1948)
Aron Grünhut se vrátil do rodné Bratislavy 10. května 1945, kde ho čekal podle jeho vlastních slov šok: „ulice bez Židů, vydrancované byty“. Grünhut začal pomáhat Židům, kteří se vrátili z koncentračních táborů, staral se o ubytování a lékařskou péči pro ty, kteří přežili holokaust. Zároveň pracoval na obnovení činnosti židovské ortodoxní obce. Po nástupu komunistů k moci v roce 1948 se Grünhut s rodinou rozhodl emigrovat do nově založeného státu Izrael.

### Život v Izraeli (1948–1974)
Grünhut ani v emigraci nikdy nezapomněl na rodnou Bratislavu. Přišel s myšlenkou přenést část židovské Bratislavy do Jeruzaléma a financoval projekt výstavby nové synagogy a ješivy, která dostala název Pressburg. Tato ješiva pokračuje v tradici nejstarší bratislavské židovské školy, kterou proslavil Chatam Sofer.
Grünhut v Izraeli pořádal finanční sbírky a podporoval slovenské židovské obce. Bojoval také o záchranu ortodoxního židovského hřbitova a angažoval se při obnově památníku Chatama Sofera.
Zastával funkce předsedy Spolku bývalých Bratislavanů v Izraeli, předsedy Výboru na výstavbu synagogy a ješivy, správce Bratislavské synagogy v Jeruzalémě (Hecht Pressburg). Byl také předsedou Asociace Chatama Sofera v Tel Avivu (Chug Chatam Sofer).
Na sklonku života sepsal své vzpomínky na židovskou ortodoxní Bratislavu a pronásledování slovenských Židů v německy psané knize Katastrophenzeit des slowakischen Judentums: Aufstieg und Niedergang der Juden von Pressburg (Tel Aviv, 1972).

## Odkaz Arona Grünhuta

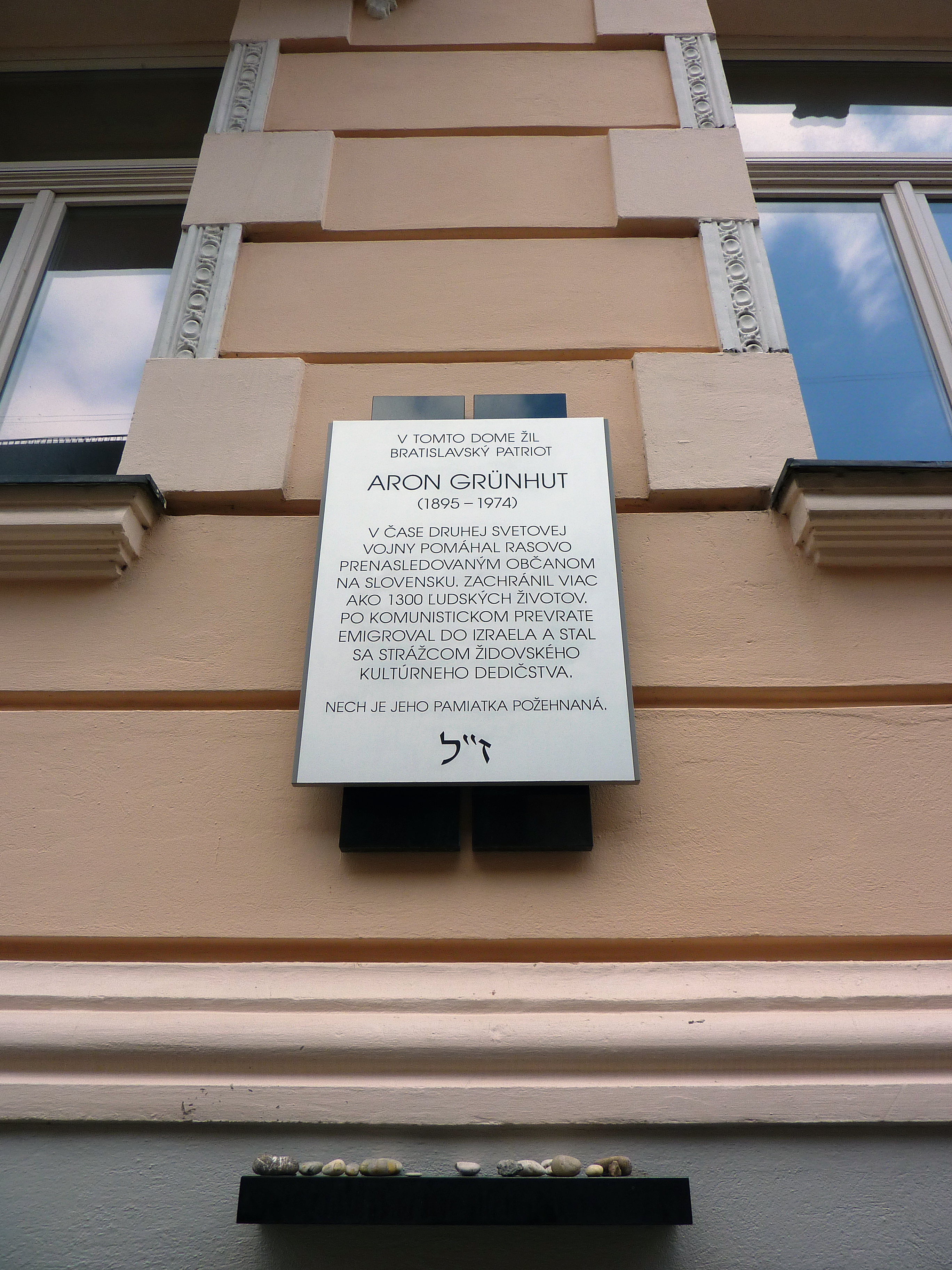
Pamětní deska na domu v Heydukově ulici v Bratislavě, ve kterém Aron Grünhut bydlel

Po Grünhutově smrti se na jeho činy na Slovensku téměř zapomnělo. Veřejnost se o jeho osobě a záchraně pronásledovaných Židů dozvěděla díky práci novináře Martina Mozera. Ten během práce na dokumentu o nacismem ohrožených dětech z bratislavských židovských ortodoxních rodin, které se dostaly do vlaků organizovaných Nicholasem Wintonem, narazil na jméno Arona Grünhuta, který tuto cestu pro bratislavské děti zařídil. Mozer začal pátrání po Grünhutově příběhu, jehož výsledkem byla výstava s názvem „Aron Grünhut, zachránce Židů, bojovník za lidská práva“, která se uskutečnila v září 2014 ve dvoraně Ministerstva kultury Slovenské republiky Jejího zahájení se zúčastnil i Grünhutův syn Benny. Následovalo slovenské vydání Grünhutových pamětí pod názvem Katastrofa slovenských Židov. Výstava a vydání knihy podnítily zájem médií o osobnost Arona Grünhuta, jehož jméno se tak více dostalo do povědomí slovenské veřejnosti.
Dne 7. října 2015 byla v Heydukově ulici 8 v Bratislavě, na domě ve kterém Aron Grünhut bydlel, slavnostně odhalena pamětní deska připomínající jeho zásluhy na záchraně rasově pronásledovaných občanů Slovenska.